# Miguel Pellicer
Miguel Juan Pellicer Blasco (Calanda, provincia de Teruel, 25 de marzo de 1617-Velilla del Ebro, provincia de Zaragoza, 12 de septiembre de 1647) fue un agricultor español, conocido por el milagro de Calanda, según el cual la Virgen del Pilar le restauró una pierna que le había sido amputada y enterrada en 1637, tras un accidente.

## Vida
Nació en Calanda (Teruel) en marzo de 1617; fue bautizado el 25 del mismo mes. Fue el segundo hijo de ocho hermanos, de una humilde familia de labradores. A los 19 años, a finales del año 1636 o inicios de 1637, deja la casa de sus padres y se traslada a Castellón, a casa de un tío suyo por parte materna.  

### Accidente y amputación de la pierna
Un día de finales de julio de 1637, montado en un carro cargado de trigo y tirado por dos mulas, sobre una de las cuales cabalgaba Miguel, cayó este a tierra, pasándole una rueda del carro sobre su pierna derecha, fracturándole la tibia en su parte central.
Su tío le lleva en carro a Valencia e ingresa en el Hospital Real el 3 de agosto de 1637, según consta en el Libro de Registro, que aún se conserva, donde permanece cinco días. Solicita permiso para trasladarse a Zaragoza, y después de casi dos meses de viaje llega a su destino a primeros de octubre de 1637.
La primera visita que realiza en Zaragoza, es al Templo de Nuestra Señora del Pilar y a posteriormente es ingresado en el Hospital General de Nuestra Señora de Gracia, donde consta que se le amputa la pierna "cuatro dedos más debajo de la rodilla". Se entierra dicha pierna en el cementerio del hospital, dentro de un hoyo "como un palmo de hondo"; se le dio de alta del hospital, y se le colocó una pierna de madera y se le proporcionó una muleta en la primavera de 1638. 
Para sostenerse económicamente, Miguel recurrió a la mendicidad, que practicaba en una de las puertas del Templo del Pilar, en Zaragoza, y aprovechaba esta circunstancia para oír misa todos los días, a la vez que se ungía con aceite de las lámparas el muñón de la pierna para intentar suavizar el dolor. Esta vida de Miguel Juan, duró dos años, ya que luego decidió volver a su casa en Calanda.

### La noche del milagro

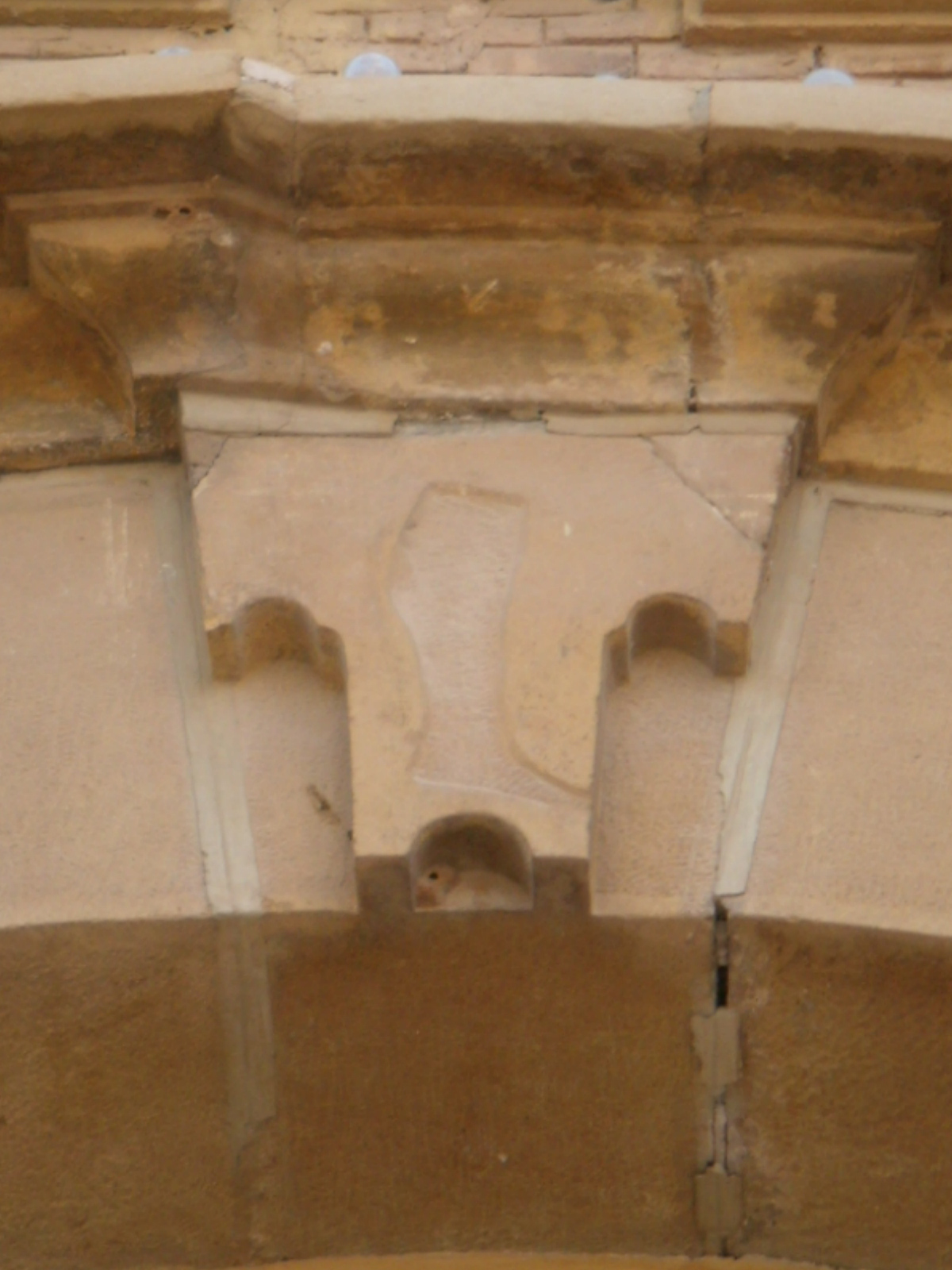
Representación escultórica de la pierna cortada de Miguel Juan Pellicer, en la clave del arco de la portada del Templo del Pilar de Calanda.

En marzo de 1640, regresó a Calanda. El 29 de marzo de 1640, después de una jornada en su casa, su madre, al llegar la noche, le preparó una yacija improvisada con un serón de esparto y sobre él un pellejo, al lado del lecho conyugal, debido a que su habitación la empleaba un soldado que se alojaba en su casa, se duerme. Eran, aproximadamente, las diez de la noche. 
Entre las diez y media y las once de la noche entran sus padres en la habitación "a luz de candil", y perciben una "fragancia y olor suave no acostumbrados allí", y al acercarse su madre para comprobar como se había acomodado Miguel Juan en el lecho improvisado de aquella noche, lo encuentra durmiendo, pero ve admirada que por debajo de la capa paterna asomaban dos pies cruzados. Comprobaron, Miguel Juan y sus padres, la evidencia de las viejas cicatrices de la "pierna amputada" en la "nueva pierna".

### Acta notarial del milagro
El día 2 de abril, cinco días después del milagro, concretamente el Lunes Santo, D. Miguel Andreu, notario de Mazaleón, levanta acta notarial de "tan impresionante hecho". El original de esta Acta Notarial, con todo el protocolo del año 1640, se conserva en el Archivo del Ayuntamiento de Zaragoza. Declaran en dicho proceso: Facultativos y sanitarios (5 personas), entre ellos el cirujano que le amputó la pierna, familiares y vecinos (5 personas), autoridades locales (4 personas), autoridades eclesiásticas (4 personas), personajes diversos (6 personas, destacando a dos mesoneros de Samper de Calanda y de Zaragoza). La archidiócesis aragonesa reconoce el hecho como "milagro" el día 27 de abril de 1641. El acta notarial del proceso de 1641 fue traducida a diversas lenguas, entre ellas la latina, que dos años después fue remitida al papa Urbano VIII. 
El 25 de abril, Miguel Juan y sus padres llegan a Zaragoza para dar gracias a la Virgen del Pilar. El Cabildo de Zaragoza remitió al Conde-Duque de Olivares la información del hecho para que, a su vez, la pusiera en conocimiento del rey Felipe IV. 
El 14 de junio de 1641, Miguel Juan retorna a su comarca y en otoño, viaja a Madrid para ser presentado al Rey Felipe IV, el cual, tiene la deferencia de besarle la pierna. Miguel queda desligado de la tutela del Cabildo del Pilar, y viaja a Valencia, para después regresar a Calanda. El último vestigio de las fuentes manuscritas acerca de Miguel Juan parece ser la inscripción en el libro de difuntos de la parroquia de Velilla de Ebro (Zaragoza) el 12 de septiembre de 1647, que literalmente dice: "A doce de septiembre murió Miguel Pellicer, dijo que era de Calanda, y lo trajeron aquí desde Alforque más muerto que vivo; y el que lo trajo dijo que el Vicario de Alforque lo había confesado; con todo eso lo volví a confesar y dijo algo. Y le administré el Sacramento de la Unción y se enterró en el cementerio"

## Reconocimientos

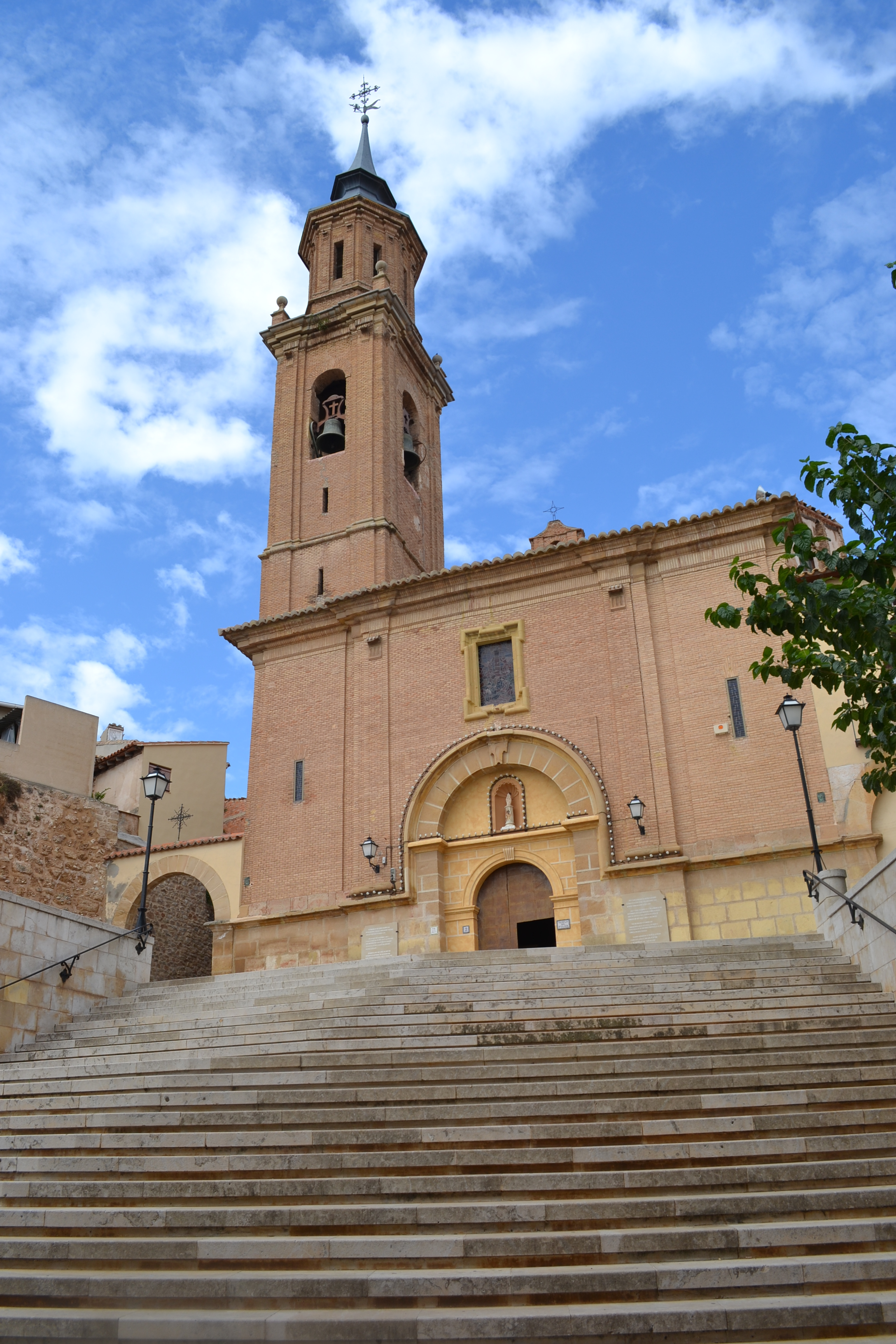
Templo del Pilar de Calanda, erigido en acción de gracias por el milagro obrado en Pellicer.

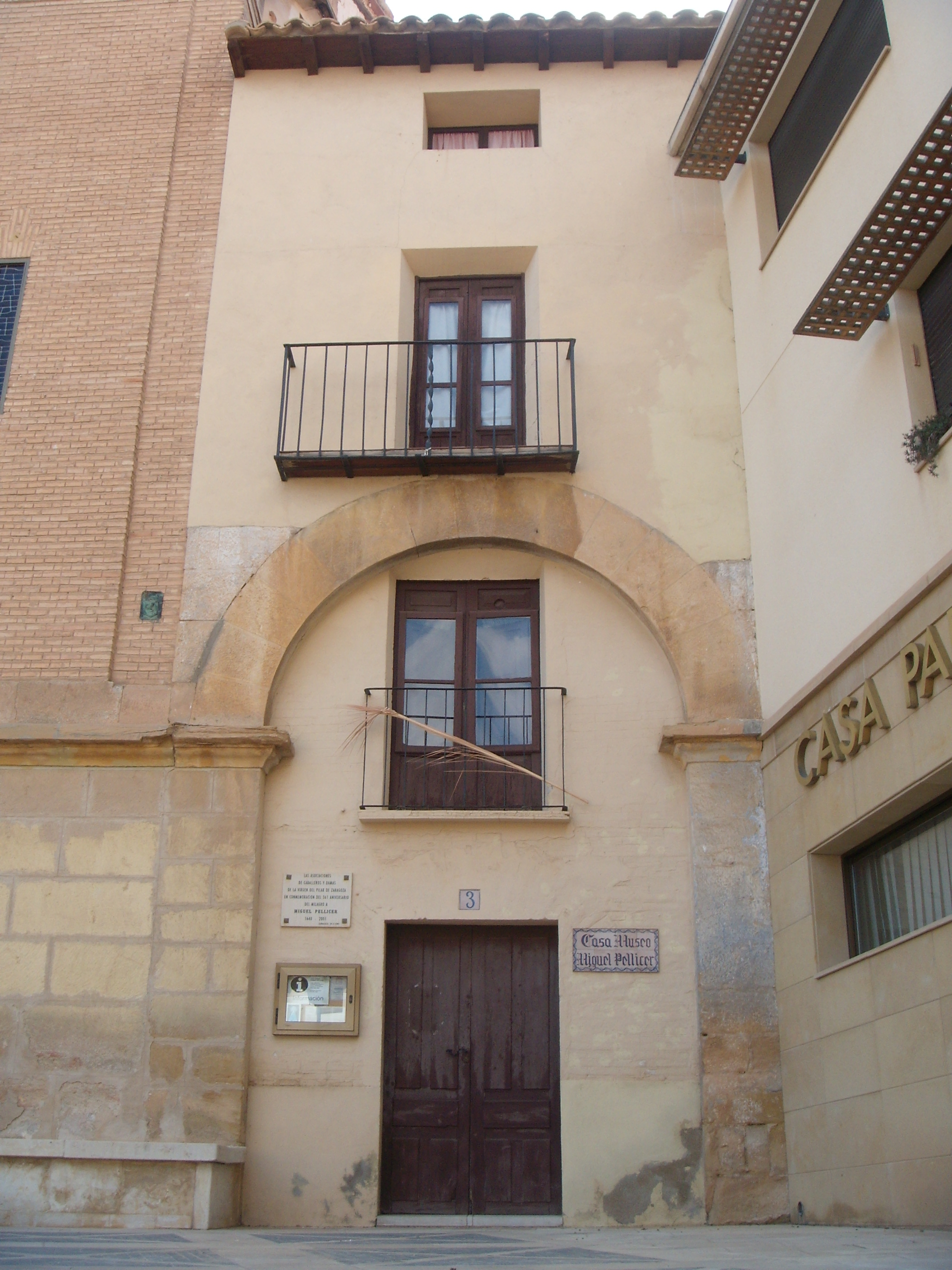
Casa-Museo Miguel Pellicer en Calanda.

El milagro generó una gran devoción. A finales del siglo XVII comienza la construcción en Calanda de un templo, el denominado Templo del Pilar, ubicado en la casa de Miguel Pellicer y dedicado a la Virgen del Pilar, a quien se le atribuye el milagro; donde antes se ubicaba la habitación de Pellicer, en la actualidad hay una capilla en honor al milagro.
Además, contribuyeron a su difusión: el libro de A. Deróo El cojo de Calanda (1965), el libro de Vittorio Messori El milagro; El gran milagro. España 1640: investigación del prodigio mariano más sobrecogedor (1998). El milagro también fue difundido en el año 2006 en el programa Cuarto Milenio, de Cuatro.

### Escepticismo
El escritor Brian Dunning propone una explicación no milagrosa (aunque tampoco fraudulenta) acerca del fenómeno. Supone que la pierna de Pellicer no desarrolló gangrena durante los cinco días en el hospital de Valencia, sino que este estuvo un tiempo convaleciente sin poder trabajar. Al salir se dedicó a mendigar y descubrió que tener una pierna inutilizada aumentaba la cantidad de limosnas. Tras haberse curado, pensó que sería más lucrativo atarse la pierna derecha por detrás del muslo y durante dos años desempeñó el papel de un mendigo amputado. Más tarde, de vuelta a casa de sus padres en Calanda, tuvo que dormir en otra cama y descubrieron que no estaba cojo. La historia del milagro habría sido una manera de salir del paso. Dunning afirma que "no existe evidencia de que su pierna haya sido amputada alguna vez - o que incluso haya sido tratada en absoluto - en el hospital de Zaragoza que no sea su propia palabra. Mencionó a tres médicos de allí, pero por alguna razón no hay registro de que hayan sido entrevistados por la comisión o el jurado". No obstante, el propio Dunning reconoce que no tiene forma de demostrar esta hipótesis.